# مقاطعة سواني (فلوريدا)
مقاطعة سواني، فلوريدا (بالإنجليزية: Suwannee County, Florida)‏ هي إحدى مقاطعات ولاية فلوريدا في الولايات المتحدة. ، بلغ عدد سكانها 41551 نسمة في عام 2010 حسب إحصاء مكتب تعداد الولايات المتحدة وتصل الكثافة السكانية فيها 23.33 نسمة/كم2.

## وصلات خارجية
- www.suwclerk.org/bcc.html